# Loi d'ajustement cubain
La loi d'ajustement cubain (Cuban Adjustment Act en anglais, ou CAA) est une loi fédérale américaine entrée en vigueur le 2 novembre 1966. Votée par le 89e congrès des États-Unis (en) et signée par le président Lyndon B. Johnson, la loi accorde la résidence permanente à tout réfugié cubain présent sur le sol américain depuis plus d'un an.